# Apha kantonensis
Apha kantonensis là một loài bướm đêm thuộc họ Eupterotidae. Loài này được Rudolf Mell mô tả lần đầu năm 1929. Loài này có ở Trung Quốc, Campuchia và Việt Nam.